# Federal safrà
El federal safrà (Xanthopsar flavus) és una espècie d'ocell de la família dels ictèrids (Icteridae) i única espècie del gènere Xanthopsar.

## Descripció
- Ocell que fa 19 – 21 cm de llarg, amb uns 43 g de pes.[2] de bec cònic negre. Potes negres.
- Mascle de colors molt contrastats. Dors, ales i cua negre. Parts inferiors, carpó i bordell anterior de l'ala groc. Cap groc, amb clatell i línia entre l'ull i el bec negre.
- Femella amb color molt més apagats.

## Hàbitat i distribució
Viu als aiguamolls de les terres baixes de l'est del Paraguai, sud-est del Brasil, Uruguai i nord-est de l'Argentina.